# Agustín Navarro
Agustín Navarro (Cartagena, 1926 — 14 de julho de 2001) foi um diretor de cinema espanhol. Dirigiu filmes como 15 bajo la lona (1959), El cerro de los locos (1960), Cuidado con las personas formales (1961), Una Jaula no tiene secretos (1962),Proceso a la ley (1964),  Cuatro balazos (1964),  El misterioso señor Van Eyck (1966), Camino de la verdad (1968), El día de mañana (1969) e Enseñar a un sinvergüenza (1970).